# Pai Pedro
Pai Pedro este un oraș în Minas Gerais (MG), Brazilia.